# Cnemoscopus rubrirostris
Cnemoscopus rubrirostris là một loài chim trong họ Thraupidae.